# Lemland
 (avril 2012).
Si vous disposez d'ouvrages ou d'articles de référence ou si vous connaissez des sites web de qualité traitant du thème abordé ici, merci de compléter l'article en donnant les références utiles à sa vérifiabilité et en les liant à la section « Notes et références ».

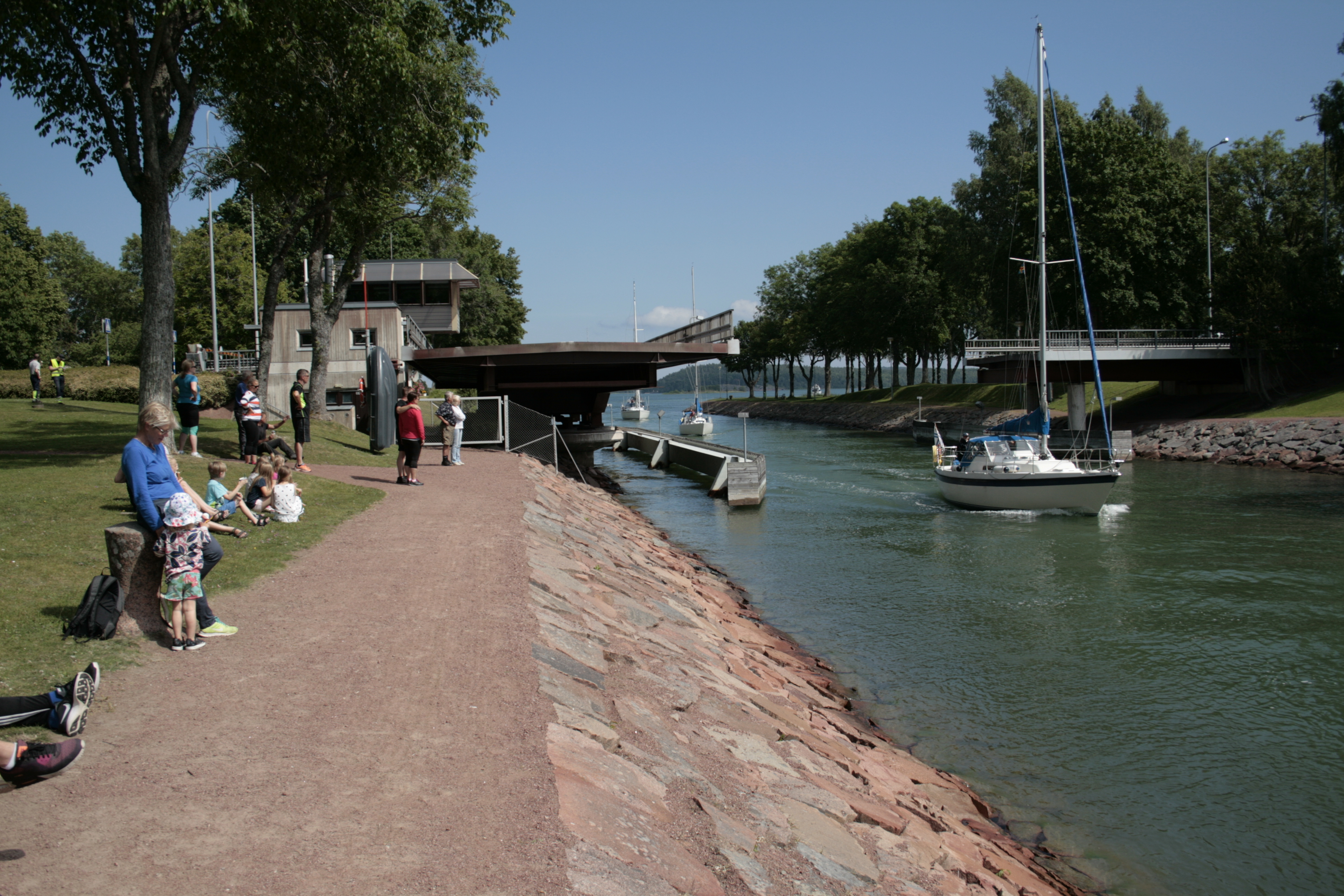
Canal Lemström.

Lemland est une municipalité du territoire d'Åland, territoire finlandais autonome situé en mer Baltique ayant le suédois comme seul langue officielle. À Lemland, 95 % de la population a pour langue officielle le suédois.

## Géographie
La commune est voisine de la capitale Mariehamn. Elle est constituée d'une presqu'île reliée à l'île principale d'Åland (commune de Jomala), ainsi que d'un groupe de petites îles reliées entre elles par une chaussée et jouant le rôle de banlieue résidentielle de Mariehamn. Les 2 parties de la commune ne sont pas reliées entre elles.
La route venant de Jomala continue vers Lumparland.